# Ville-sur-Cousances
 Ville-sur-Cousances  es una población y comuna francesa, en la región de Lorena, departamento de Mosa, en el Distrito de Verdún y cantón de Souilly.

## Demografía
| 120 | 106 | 98 | 103 | 100 | 108 |
| Para los censos de 1962 a 1999 la población legal corresponde a la población sin duplicidades (Fuente: INSEE [Consultar]) |     |    |     |     |     |